# Киудмаа, Ромет Вольдемарович
Ромет Вольдемарович Киудмаа (эст. Roomet Kiudmaa) (род. 1936) — советский военный, генерал-майор (1978), кандидат военных наук (1974), доктор философии, бывший военный комиссар Эстонской ССР (в 1975—1988 гг.)

## Биография
Родился 26 мая 1936 года в Эстонии — в г. Выру. Обучение проходил в семилетней школе № 1 города, затем — Выруской гимназии имени Ф. Крейцвальда.
В 1954 году поступил в 1-е Ленинградское артиллерийское училище, из которого был выпущен отличником в звании лейтенанта. После выпуска был направлен в Прибалтийский военный округ, где в течение 11 лет служил командиром взвода, батареи и дивизиона реактивно-артиллерийского полка.
Одновременно со службой окончил с золотой медалью Ленинградскую Артиллерийскую академию имени М. И. Калинина (1966), овладев военно-руководящей и штабной работой в ракетных и артиллерийских войсках.
С 1968 по 1971 год командовал 41-м артиллерийским полком дальнобойных орудий в Калининграде. В 1970 году его полк был признан образцовым.
В 1971 поступил в адъюнктуру Военной Академии имени М. В. Фрунзе в Москве. Перед выпуском в октябре 1974 года подполковник Киудмаа защитил перед учёным советом академии свою кандидатскую диссертацию. В 1974 году был выпущен из академии полковником. Всего Р. Киудмаа опубликовал более 200 статей и научных работ, в их числе статьи в Эстонской энциклопедии и в Военной Энциклопедии СССР.
В сентябре 1975 года приказом командующего Прибалтийским военным округом генерала армии А. М. Майорова назначен военным комиссаром Эстонской ССР, на этой должности находился до 1987 года. В 1978 Роомету Киудмаа было присвоено звание генерал-майора.
В мае 1986 года постановлением Совета Министров ЭССР был командирован в район аварии на Чернобыльской АЭС. Участвуя в ликвидации последствий катастрофы, получил опасную дозу излучения 15 рентген. Находился здесь до июля 1986 года.
После увольнения в запас работал помощником директора производственного управления «Таллэкс», а с 1991 по 1996 год, когда управление было зарегистрировано как фирма по управлению инвестициями AS «Talleks», Киудмаа был её директором. Также являлся президентом фирмы AS «ArmorEst».
В 1996 году организовал и возглавил организацию по обучению и освоению компьютеров OU «Kotkalend», в которой проработал около пяти лет. В это же время был преподавателем информатики в нескольких гимназиях. В 1998—2003 годы находился на должности заместителя директора Таллинской гимназии Арте.
В настоящее время является исполнительным директором фирмы EHU «Tigabor».
Женат, имеет сына.

## Награды
Роомет Киудмаа удостоен 29 государственных наград. Среди них:
- 16 государственных наград СССР, в том числе орден Красной Звезды и почётный знак «Участнику ликвидации аварии на Чернобыльской АЭС»
- 12 наград бывших стран социализма, в том числе ГДР, Венгрии, Монголии, Болгарии, Китая, Кубы и др.